# 이니고 존스
이니고 존스(Inigo Jones, 1573년 7월 15일 ~ 1652년 6월 21일)은 17세기 영국의 건축가이며 가면 디자이너이다. 처음으로 이탈리아 르네상스 건축을 영국에 도입하였다.

## 생애
이니고 존스는 스미스필드에서 직물제조업자 이니고 존스 시니어(Inigo Jones Senior)의 아들로 태어났다. 존스는 1598년에서 1603년 사이 이탈리아를 유학했고 화가로서의 교육을 받았다. 그는 이탈리아 여행에서 안드레아 팔라디오와 빈첸초 스카모치의 건축에 대해 큰 감명을 받고 자기 나름대로의 견해를 형성하였다. 1613년에는 애런델 백작 토머스 하워드와 함께 이탈리아를 방문했다. 이 당시 존스의 나이는 40세였다. 영국에 돌아온 존스는 왕실에서 관장하는 건축을 총 관리 감독하는 왕실 전속 감독관으로 활약하면서 본격적으로 건축 설계에 관여했는데 비교적 늦은 나이에 건축을 시작했기 때문에 그의 작품의 실제 설계자는 조수였던 존 웨브나 니콜라스 스톤이라는 설이 유력하다. 존스는 그리니치에 팔라디오 양식의 퀸스 하우스를 설계하였고 코번트 가든에 있는 런던 최초의 광장의 설계도 담당하였다. 당시 런던의 택지 개발자였던 베드포드 백작에게서 이탈리아식 광장을 만들어달라는 주문을 받은 존스는 복잡한 골목길을 없애고 탁 트인 광장을 만들었다. 그 외 주요 작품으로 런던 화이트홀 궁전의 뱅퀴팅 하우스(Banqueting House), 윌트셔주 윌튼 하우스(Wilton House) 등이 있다.